# Таруський район
Таруський район (рос. Тарусский район) — муніципальне утворення Російської Федерації в Калузькій області. Адміністративний центр — місто Таруса.

## Географія
Район розташований на північному сході області. Межує з Жуковським, Малоярославецьким, Ферзіковським районами Калузької області; на північному сході — з Серпуховським муніципальним районом Московської області; на сході і південному сході — з Алексинським і Заокським районами Тульської області. Площа 715 км² (найменший район області).
Найбільші річки — Ока та Таруса.